# Söll
Söll est une commune autrichienne du district de Kufstein dans le Tyrol.

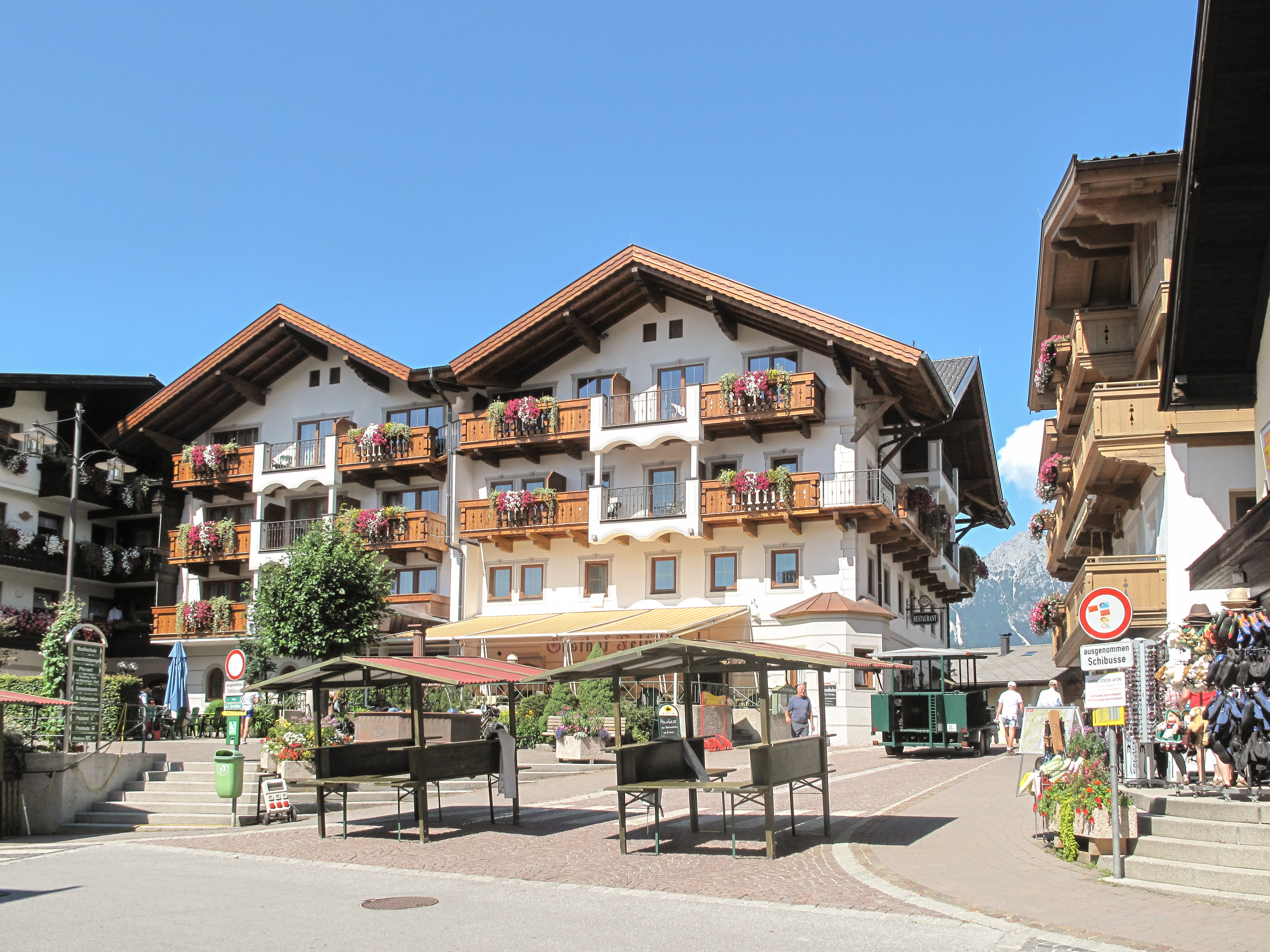
Söll, rue avec des maisons.

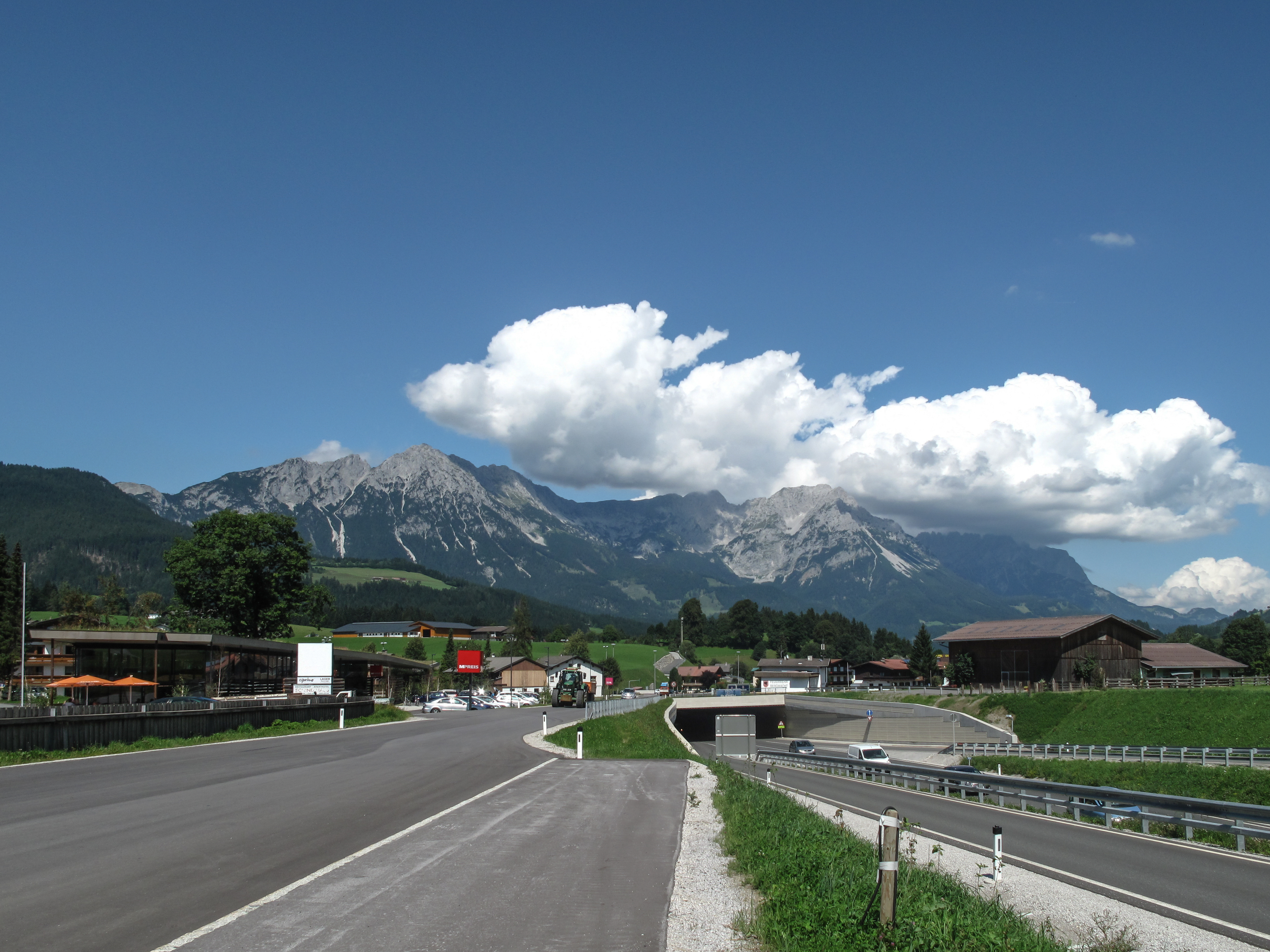
Söll, autoroute et panorama.

## Sport
Le village est le centre névralgique du Tour de Tirol depuis 2007.